# Ivan Đurđević
Ivan Đurđević, Djurdjević (cyryl. Иван Ђурђевић; wym. [iʋan dʑurdʑeʋitɕ]; ur. 5 lutego 1977 w Belgradzie) – serbski piłkarz, występujący na pozycji obrońcy lub pomocnika, trener piłkarski posiadający licencję UEFA A. Występował m.in. w Lechu Poznań, z którym związany był kontraktem do 30 czerwca 2013 roku. Dwukrotny laureat nagrody „piłkarza z charakterem” w „Plebiscycie Lecha Poznań”. Posiada dwa obywatelstwa: serbskie oraz portugalskie.
Trener Lecha Poznań, Chrobrego Głogów, Śląska Wrocław oraz Stali Mielec.

## Kariera piłkarska

### Rozgrywki krajowe
Đurđević zaczynał swoją piłkarską karierę w juniorskiej sekcji FK Voždovac. W wieku 11 lat na krótko trafił do Crvenej Zvezdy, jednak szybko wrócił do poprzedniego klubu. Siedem lat później ponownie znalazł się w Crvenej Zvezdzie, tym razem w drużynie rezerw. Wiosną 1996 roku przeniósł się do drugoligowego FK Zvezdara. Kolejne półtora sezonu spędził w pierwszoligowym FK Rad, gdzie doczekał się debiutu w jugosłowiańskiej Ekstraklasie.
W 1998 roku opuścił Belgrad i Jugosławię, zostając zawodnikiem grającego w hiszpańskiej Segunda División CD Ourense. Barwy tego klubu reprezentował do końca sezonu 1999/2000. Kolejnych kilka lat spędził w najwyższej klasie rozgrywkowej Portugalii. Przez pierwsze dwa sezony był piłkarzem SC Farense. Drużyna ta nie zdołała utrzymać się w Primeira Lidze, a Đurđević przeszedł do Vitórii de Guimarães, gdzie spędził trzy lata. W obu zespołach odgrywał ważną rolę i wystąpił w większości ligowych spotkań. W sezonie 2005/2006 trafił do CF Os Belenenses. Szczególnie nieudane dla zawodnika były kolejne rozgrywki, w których nabawił się poważnej kontuzji i klub zdecydował się nie przedłużać z nim kontraktu.
1 sierpnia 2007 roku podpisał roczną umowę z Lechem Poznań. Zadebiutował w nim w spotkaniu 3. kolejki Ekstraklasy przeciwko Górnikowi Zabrze. Szybko został ważnym piłkarzem poznańskiej drużyny, przedłużając kontrakt o kolejne 12 miesięcy. Latem 2008 roku doznał kontuzji i do gry powrócił w październiku. W tym miesiącu zdobył też swojego pierwszego gola w barwach Lecha podczas meczu trzeciej rundy Remes Pucharu Polski z Odrą Wodzisław, dającego awans jego zespołowi do ćwierćfinału.

### Rozgrywki europejskie
Đurđević zadebiutował w Pucharze UEFA w sezonie 2008/2009 będąc zawodnikiem Lecha Poznań i rozgrywając pełne 90 minut w pierwszym spotkaniu I rundy kwalifikacyjnej z Xəzərem Lenkoran. Kontuzja przeszkodziła mu w systematycznych występach, w związku z czym na boisku pojawił się dopiero pod koniec rewanżowego meczu ostatniej fazy eliminacji z Austrią Wiedeń. W spotkaniu 5. kolejki fazy grupowej z Feyenoordem strzelił bramkę na 1:0, dającą awans do kolejnej rundy. W sezonie 2008/2009 dotarł z Lechem do 1/16 rozgrywek.
W sezonie 2009/2010 zagrał w trzech meczach rundy eliminacyjnej Ligi Europy, a Lech odpadł z pucharów po przegranym dwumeczu z Club Brugge.

### Reprezentacja
Đurđević wystąpił w pięciu spotkaniach jugosłowiańskiej reprezentacji U-21. Nie zagrał jednak nigdy w reprezentacji A Jugosławii bądź Serbii.

## Kariera trenerska
Od 1 lipca 2015 roku Đurđević piastował funkcję trenera III-ligowych rezerw Lecha Poznań. Na tym stanowisku zastąpił Patryka Kniata.
17 maja 2018 roku został oficjalnie ogłoszony trenerem pierwszej drużyny Lecha Poznań. 4 listopada tegoż roku po przegranym meczu z Lechią Gdańsk 0:1 został zwolniony ze stanowiska trenera.
1 lipca 2019 roku został trenerem Chrobrego Głogów. 4 maja 2022 podjął decyzję o nieprzedłużaniu kontraktu.
2 czerwca 2022 Ivan Đurđević został trenerem Śląska Wrocław. Zwolniony został 21 kwietnia 2023, po 28. kolejce sezonu 2022/2023, po której Śląsk zajmował miejsce w strefie spadkowej w Ekstraklasie.
1 kwietnia 2025 został trenerem Stali Mielec.

## Statystyki kariery
| Klub               | Sezon              | Liga               | Liga  | Liga   |
| Klub               | Sezon              | Liga               | Mecze | Bramki |
| ------------------ | ------------------ | ------------------ | ----- | ------ |
| FK Rad             | 1996/97            | Prva liga          | 9     | 0      |
| FK Rad             | 1997/98            | Prva liga          | 13    | 2      |
| FK Rad             | Ogólnie            | Ogólnie            | 22    | 2      |
| Ourense            | 1997/98            | Segunda División B | 13    | 3      |
| Ourense            | 1998/99            | Segunda División B | 18    | 1      |
| Ourense            | 1999/00            | Segunda División B | 35    | 2      |
| Ourense            | Ogólnie            | Ogólnie            | 66    | 6      |
| SC Farense         | 2000/01            | Primeira Liga      | 29    | 5      |
| SC Farense         | 2001/02            | Primeira Liga      | 25    | 4      |
| SC Farense         | Ogólnie            | Ogólnie            | 54    | 9      |
| Vitória SC         | 2002/03            | Primeira Liga      | 31    | 2      |
| Vitória SC         | 2003/04            | Primeira Liga      | 25    | 2      |
| Vitória SC         | 2004/05            | Primeira Liga      | 27    | 2      |
| Vitória SC         | Ogólnie            | Ogólnie            | 83    | 6      |
| CF Os Belenenses   | 2005/06            | Primeira Liga      | 15    | 0      |
| CF Os Belenenses   | 2006/07            | Primeira Liga      | 4     | 0      |
| CF Os Belenenses   | Ogólnie            | Ogólnie            | 19    | 0      |
| Lech Poznań        | 2007/08            | I liga             | 22    | 0      |
| Lech Poznań        | 2008/09            | Ekstraklasa        | 18    | 1      |
| Lech Poznań        | 2009/10            | Ekstraklasa        | 21    | 1      |
| Lech Poznań        | 2010/11            | Ekstraklasa        | 18    | 1      |
| Lech Poznań        | 2011/12            | Ekstraklasa        | 15    | 0      |
| Lech Poznań        | 2012/13            | Ekstraklasa        | 11    | 1      |
| Lech Poznań        | Ogólnie            | Ogólnie            | 105   | 4      |
| Ogólnie w karierze | Ogólnie w karierze | Ogólnie w karierze | 349   | 27     |

## Kariera trenerska
| Klub           | Kraj    | Od      | Do      | Długość  | Ogółem | Ogółem | Ogółem | Ogółem | Ogółem |
| Klub           | Kraj    | Od      | Do      | Długość  | M      | Z      | R      | P      | Z %    |
| -------------- | ------- | ------- | ------- | -------- | ------ | ------ | ------ | ------ | ------ |
| Lech II Poznań | Polska  | 2015    | 2018    | 1054 dni | 63     | 36     | 11     | 16     | 57.14% |
| Lech Poznań    | Polska  | 2018    | 2018    | 171 dni  | 22     | 9      | 3      | 10     | 40.90% |
| Chrobry Głogów | Polska  | 2019    | 2022    | 395 dni  | 35     | 14     | 7      | 14     | 40%    |
| Śląsk Wrocław  | Polska  | 2022    |         |          | 0      | 0      | 0      | 0      | 0%     |
| Łącznie        | Łącznie | Łącznie | Łącznie | Łącznie  | 120    | 59     | 21     | 40     | 49.16% |

Statystyki wg stanu na dzień 13 czerwca 2022.